# تریکومگالی
تریکومگالی نوعی بیماری مادرزادی است که در آن مژه‌ها به‌طور غیر طبیعی بلند می‌شوند، بیشتر از ۱۲ میلی‌متر در مرکز پلک و ۸ میلی‌متر در کناره‌های پلک. این اصطلاح برای اولین بار توسط اچ. گری در سال ۱۹۴۴ در نشریه استنفورد مدیکال بولتن( Stanford Medical Bulletin) استفاده شد، هرچند که او سومین فردی بود که این اختلال را توصیف کرد. دو گزارش اول به ترتیب در سالهای ۱۹۲۶ و ۱۹۳۱ توسط رایتر و باب به زبان آلمانی منتشر شد. گری اصطلاح «مژه‌های سینمایی» را برای توصیف این وضعیت پیشنهاد کرد، زیرا در آن زمان مژه های بلند در فیلم‌های سینمایی به عنوان یک ویژگی مطلوب در زنان به تصویر کشیده می‌شد.

## اتیولوژی
چندین عامل برای ایجاد این اختلال وجود دارد. این عوامل را می‌توان به سه دستۀ اصلی تقسیم کرد که شامل موارد زیر است:

### سندرم‌های مادرزادی
- سندرم الیور-مک فارلین
- سندرم کورنلیا دی لانگ
- دیستروفی میله مخروطی
- تترالوژی فالوت
- سندرم هرمانسکی-پادلاک
- سندرم گلدشتاین هات
- هیپوملانوز فیلوئیدی
- سندرم اسمیت لملی اوپیتز

### اختلالات اکتسابی
- آلوپسی آرئاتا
- اختلالات بافت همبند، مانند
  - لوپوس
  - درماتومیوزیت
  - تب مرغ
  - درماتیت آتوپیک
- HIV/AIDS
- آدنوکارسینوم متاستاتیک کلیه
- اختلالات خوردن، مانند بی‌اشتهایی عصبی
- بارداری

### داروها
- آنالوگ های پروستاگلاندین
- ستوکسیمب
- بیماتوپروست ، لاتانوپروست
- فنی‌توئین
- ماینوکسیدیل
- سیکلوسپورین
- توپیرامات
- استرپتومایسین
- کورتیکواستروئیدهای سیستمیک
- پنی‌سیلامین

## همچنین ببینید
- تریکومایکوز زیر بغل
- لیست شرایط پوستی

1. ↑  ↑ Rapini, Ronald P.; Bolognia, Jean L.;     Jorizzo, Joseph L. (2007). Dermatology: 2-Volume Set. St. Louis: Mosby. p. 1010.     ISBN 978-1-4160-2999-1.
2. ↑  Paul, Laura J.; Cohen, Philip R.; Kurzrock, Razelle (2012-06-01). "Eyelash trichomegaly: review of congenital, acquired, and drug-associated etiologies for elongation of the eyelashes". International Journal of Dermatology (به انگلیسی). 51 (6): 631–646. doi:10.1111/j.1365-4632.2011.05315.x. ISSN 1365-4632. PMID 22607279.
3. ↑  Ziakas, N. G.; Jogiya, A.; Michaelides, M. (2004-01-30). "A case of familial trichomegaly in association with oculocutaneous albinism type 1". Eye (به انگلیسی). 18 (8): 863–864. doi:10.1038/sj.eye.6701326. ISSN 0950-222X. PMID 14752500.
4. ↑  Fernández-Crehuet, Pablo; Ruiz-Villaverde, Ricardo (2016). "Essential Trichomegaly of the Eyelashes". International Journal of Trichology. 8 (3): 153–154. doi:10.4103/0974-7753.189031. ISSN 0974-7753. PMC 5007925. PMID 27625571.